# Ramiz Reka
Ramiz Reka (ur. 17 stycznia 1938 w Durrësie, zm. 19 listopada 2020 w Tiranie) – albański bokser, trener, sędzia bokserski, trzykrotny mistrz Albanii w boksie. Był autorem kilku książek na temat boksu.

## Życiorys i kariera
Ukończył studia na Instytucie Kultury Fizycznej im. Vojo Kushiego w Tiranie.
W 1948 roku rozpoczął karierę bokserską. W latach 1954–1956 został trzykrotnie nagrodzony tytułem mistrza kraju w juniorskiej kategorii wiekowej, następnie w latach 1957-1963 należał do sekcji bokserskiej klubu Partizani Tirana. W latach 1961, 1962 i 1963 został mistrzem Albanii w boksiem. Został trenerem klubu Partizani Tirana, jednak już w 1963 roku boks został w Albanii zakazany. Pracował następnie jako wykładowca na ukończonej przez siebie uczelni oraz jako nauczyciel wychowania fizycznego.
Zmarł dnia 19 listopada 2020 roku z powodu COVID-19.